# Luanshya
Luanshya é uma cidade e um distrito da Zâmbia, localizados na província Copperbelt.